# Rymdstation

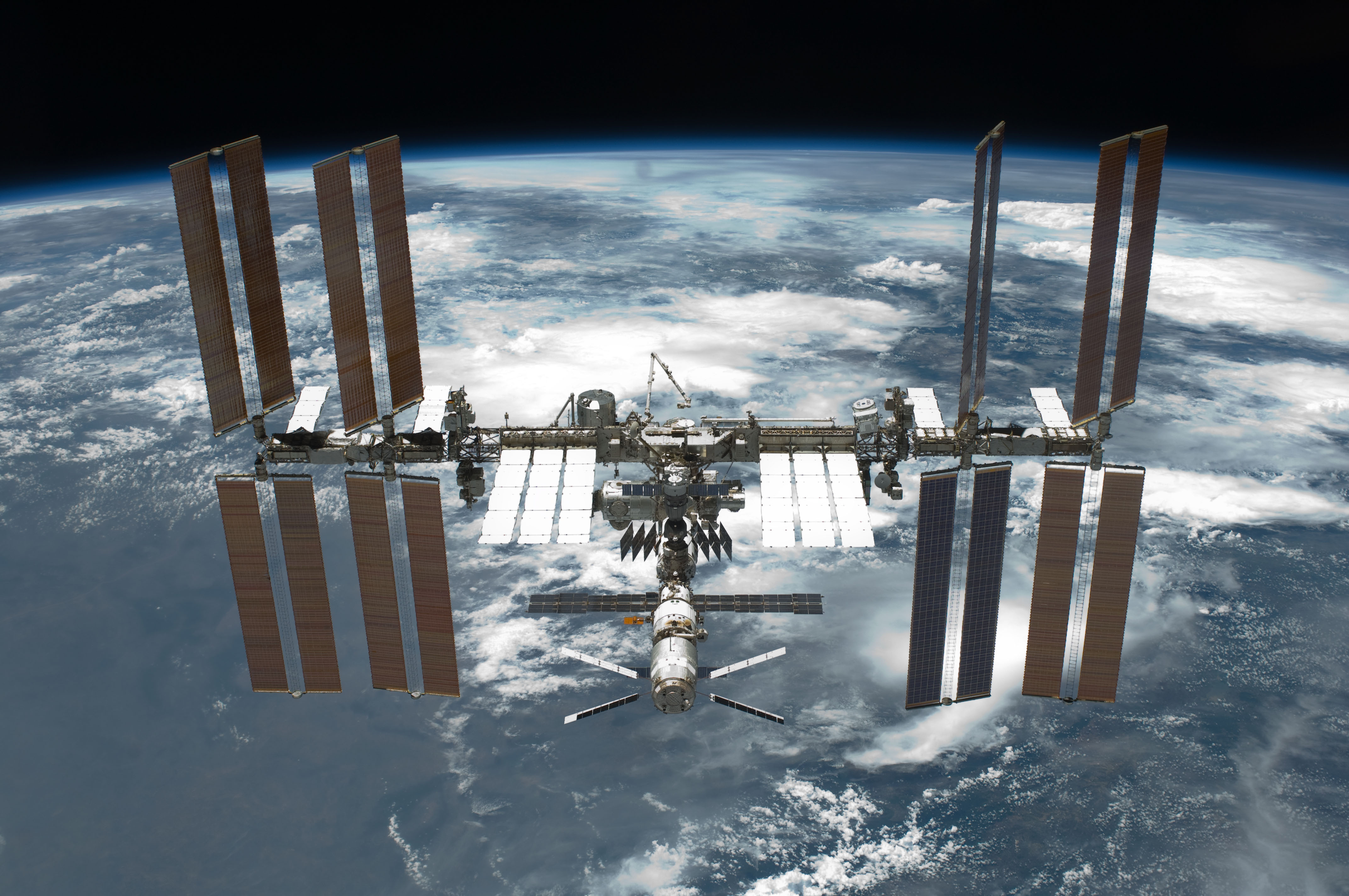
ISS i maj 2011.

En rymdstation är en rymdfarkost, där människor kan bo och arbeta. Till skillnad från övriga bemannade rymdfarkoster har rymdstationer varken framdrivande motorer eller landningsutrustning. Transporter till och från rymdstationen sker istället med en annan typ av rymdfarkost, till exempel en rymdfärja. Rymdstationer är avsedda för medellånga perioder, uppehåll på upp till några månader.
Rymdstationer används bland annat för vetenskapliga långtidsstudier av effekterna på människor vid långa rymdfärder.

## Tidiga koncept

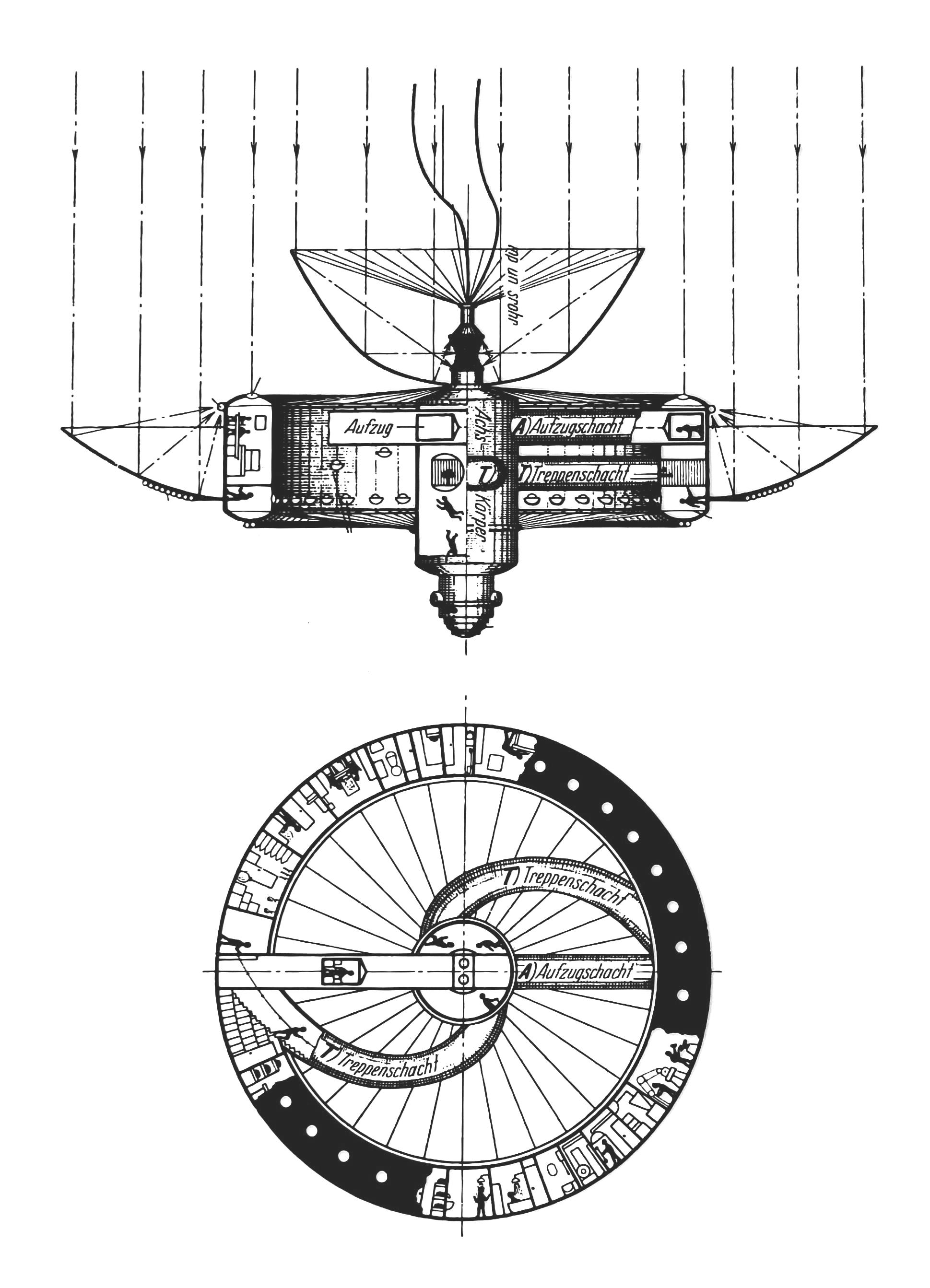
Beskrivning av en rymdstation i Herman Potočniks The Problem of Space Travel (1929).

Rymdstationer har varit planerade åtminstone sedan 1869, då Edward Everett Hale skrev om en 'tegelmåne' i novellen The Brick Moon, ursprungligen publicerad i månadstidningen Atlantic. Rymdstationer planerades också av Konstantin Tsiolkovskij och Hermann Oberth.
1929 publicerades Herman Potočniks The Problem of Space Travel, som var populär i över 30 år. 1951 publicerade Wernher von Braun sin hjulliknande design i Collier's weekly.
Då Apollo 11 landade på månen i juli 1969 hade USA vunnit tävlingen om vem som skulle komma först till månen mot Sovjet. Detta fick Sovjet att titta efter nya sätt att visa sin kapacitet i rymden, och i april 1971 skickade man iväg Saljut 1.

## Rymdstationer
| Namn       | Land                          | Uppskjutning      | Återinträde     | Massa      | Trycksatt volym |
| ---------- | ----------------------------- | ----------------- | --------------- | ---------- | --------------- |
| Saljut 1   | Sovjetunionen                 | 19 april 1971     | 11 oktober 1971 | 18 425 kg  | 100 m³          |
| DOS-2      | Sovjetunionen                 | 29 juli 1972      | 29 juli 1972    | 18 000 kg  |                 |
| Saljut 2   | Sovjetunionen                 | 3 april 1973      | 16 april 1973   | 18 500 kg  | 90 m³           |
| Kosmos 557 | Sovjetunionen                 | 11 maj 1973       | 22 maj 1973     | 19 400 kg  |                 |
| Skylab     | USA                           | 14 maj 1973       | 11 juli 1979    | 77 088 kg  | 360 m³          |
| Saljut 3   | Sovjetunionen                 | 25 maj 1974       | 24 januari 1975 | 18 900 kg  | 90 m³           |
| Saljut 4   | Sovjetunionen                 | 26 december 1974  | 3 februari 1977 | 18 900 kg  | 90 m³           |
| Saljut 5   | Sovjetunionen                 | 22 juni 1976      | 8 augusti 1977  | 19 000 kg  | 100 m³          |
| Saljut 6   | Sovjetunionen                 | 29 september 1977 | 29 juli 1982    | 19 000 kg  | 90 m³           |
| Saljut 7   | Sovjetunionen                 | 19 april 1982     | 7 februari 1991 | 19 000 kg  | 90 m³           |
| Mir        | Sovjetunionen / Ryssland      | 19 februari 1986  | 23 mars 2001    | 129 700 kg | 350 m³          |
| ISS        | USA Ryssland ESA Kanada Japan | 20 november 1998  |                 | 471 736 kg | 907 m³          |
| Genesis I  | Privat                        | 12 juli 2006      |                 | 1 360 kg   | 11,5 m³         |
| Genesis II | Privat                        | 28 juni 2007      |                 | 1 360 kg   | 11,5 m³         |
| Tiangong 1 | Kina                          | 29 september 2011 | 2 april 2018    | 8 506 kg   | 15 m³           |
| Tiangong 2 | Kina                          | 15 september 2016 | 19 juli 2019    | 8 506 kg   | 15 m³           |
| Tiangong   | Kina                          | 29 april 2021     |                 | 22 500 kg  |                 |

## Rekord
Sedan Skylab 2 sköts ut den 14 maj 1973 har alla tidsrekord för en människas uppehåll i rymden satts ombord på rymdstationer. Det gällande rekordet (2022) sattes av kosmonauten Valerij Poljakov ombord på Mir under 1994–1995 och varade i 437,7 dagar.
Det finns idag fyra astronauter som tillbringat mer än ett år i rymden, alla ombord på Mir.
Gennadij Padalka har totalt tillbringat 878 dagar i rymden, fördelat på fem olika flygningar.
Rymdstationer avsedda för ett stort antal människor och en framtida kolonisering av rymden har föreslagits vid flera tillfällen. Inga sådana "rymdstäder" har dock varit aktuella att genomföra som verkliga projekt.

## Rymdstationer i populärkultur
I science fiction spelar rymdstationer en viktig roll. Några kända rymdstationer är Dödsstjärnan i Star Wars, Deep Space Nine i Star Trek: Deep Space Nine och Babylon 5 i Babylon 5.

### Fotnoter
1. 1 2 3  Boy's Life September 1989 The First Space Station
2. 1 2  Ivanovich, p.5